# Bačokovo (arheološko nalazište)
Bačokovo, arheološko nalazište u Podhumlju na Visu, na području Grada Komiže, zaštićeno kulturno dobro

## Opis dobra
Na nalazištu Bačokovo u Podhumlju, oko 300 m sjeverno od župnog dvora i kapele nalaze se ostaci rimske ville rustice. Vidljivi su ostaci zida građenog od pravilnih kamenih blokova, srednje veličine, uz upotrebu žbuke, visine oko 50 cm. Uz zid sačuvan je crno-bijeli mozaik u koji je uklopljen prag, a spajao je dvije prostorije. Uz ovaj crno-bijeli mozaik čije su kockice nepravilnih i većih dimenzija, pronađeni su i ostaci polikromnog mozaika. U neposrednoj blizini nalazi se poljska kućica u koju je uklopljen antički prag. Sačuvan je i ulomak stupa, a u bližoj okolici posvuda se nalaze brojni ulomci antičke keramike kao i obrađenih kamenih blokova. Iz gore navedenog proizlazi da villa rustica u Bačokovu pripada tipu brojnih vila smještenih uz plodna polja na srednjodalmatinskim otocima te zbog stupnja očuvanosti i osobito vrijednih mozaika im svojstva kulturnog dobra.

## Zaštita
Pod oznakom Z-5825 zavedeno je kao nepokretno kulturno dobro - pojedinačno, pravna statusa zaštićena kulturnog dobra, klasificirano kao "arheološka baština".